# Merceyopsis sikkimensis
Merceyopsis sikkimensis är en bladmossart som först beskrevs av Carmen Mueller, och fick sitt nu gällande namn av Broth. et Dix.. Merceyopsis sikkimensis ingår i släktet Merceyopsis och familjen Pottiaceae. Inga underarter finns listade i Catalogue of Life.